# Лукас Фендріх
Лукас Фендріх (нім. Lukas Fähndrich; 26 серпня 1984, Люцерн) — швейцарський футбольний арбітр. З 2014 року судить матчі в Суперлізі. Арбітр ФІФА та УЄФА з 2020 року.

## Суддівська кар'єра
27 квітня 2014 року Фендріх судив свій перший матч у національній лізі Швейцарії. Під час гри між ФК «Тун» і ФК «Санкт-Галлен» 4–0, арбітр показав три жовті картки.
У євро кубках він дебютував у матчі між «Глентораном» і ГБ «Торсгавн» у першому кваліфікаційному раунді Ліги Європи; матч закінчився з рахунком 1–0, а Фендріх показав вісім жовтих карток.
Свій перший міжнародний матч він відсудив 8 вересня 2021 року, коли Албанія виграла  5–0 у Сан-Марино у відбірковому матчі до ЧС-2022. Голами відзначилися Рей Манай, Казім Лячі, Армандо Броя, Ельсеїд Хюсай та Мирто Узуні. Під час цієї гри Фендріх показав дві жовті картки – Одісе Роші (Албанія) та Давіду Сімончіні (Сан-Марино).